# Monica Whately

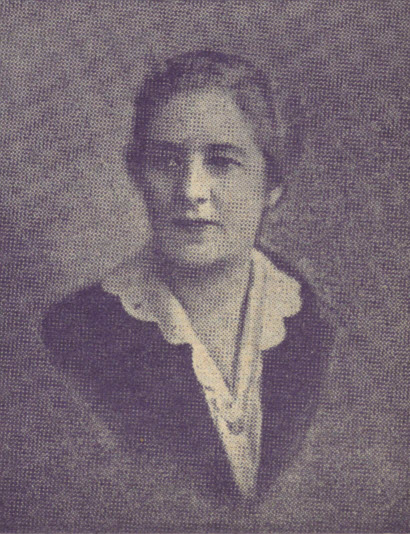
Monica Whately im Magazin Les femmes dans l'action mondiale, 1934

(Mary) Monica Whately (* 30. November 1889 in Brompton, London; † 12. September 1960 in Ealing, London) war eine englisch-britische Suffragette und politische Aktivistin.

## Leben
Whately war die älteste Tochter von Major Reginald Pepys Whately, Offizier im Royal Sussex Regiment, und Maude Isabel, einer Sängerin, Tochter von Thomas John Davis, einem Geistlichen der Church of England. Whately war eine Großnichte von Erzbischof Richard Whately. Die Eltern konvertierten 1899 zum Katholizismus. Sie wurde zu Hause und an der London School of Economics erzogen, wo sie Politik und Weltpolitik studierte. Der Wohlstand der Familie machte sie finanziell unabhängig und gab ihr die Zeit und die Mittel, ihr Leben lang ausgiebig zu reisen.
Whately und ihre Mutter waren 1912 Gründungsmitglieder der Catholic Women's Suffrage Society. Diese wurde 1918 in die St Joan’s Social and Political Union umgewandelt, zu deren Sekretärin Whately ernannt wurde. Im Jahr 1921 war sie mit Margaret Mackworth Mitbegründerin der Six-Point-Group, die die sechs Punkte verbesserte Gesetze gegen Kindesmissbrauch, für verwitwete Mütter, für unverheiratete Mütter und ihre Kinder, für gleiche Rechte der Vormundschaft für verheiratete Eltern, für gleichen Lohn für Lehrerinnen und für gleiche Chancen für Männer und Frauen im öffentlichen Dienst verfolgte. Whately vertrat die Gruppe in den nächsten vier Jahrzehnten auf nationaler und internationaler Ebene. Sie war Delegierte der Gruppe auf der Weltfrauenkonferenz gegen Krieg und Faschismus 1933 in Paris und setzte sich viele Jahre lang zusammen mit anderen Mitgliedern der Gruppe beim Völkerbund für einen Abkommen zur Gleichberechtigung ein.
Sie engagierte sich auch in der National Union of Societies for Equal Citizenship. Ihr besonderes Interesse galt den Arbeitsrechten der Frauen und der wirtschaftlichen Stellung der verheirateten Frauen, die Anfang der 1930er Jahre unter Beschuss gerieten und die Grundlage für die Arbeit des Open Door Council bildeten, dessen ehrenamtliche Schatzmeisterin sie war. Sie organisierte 1933 eine öffentlichkeitswirksame Streikpostenaktion bei Austin Motors, nachdem der Vorsitzende des Unternehmens gefordert hatte, dass männliche Arbeitnehmer weibliche ersetzen sollten, um die Arbeitslosigkeit zu bekämpfen.
Whately schloss sich der Independent Labour Party (ILP) an und wurde über diese Partei erfolglose Kandidatin der Labour Party für den Wahlkreis St Albans bei den Parlamentswahlen 1929 und 1931. Nach der Auflösung der ILP blieb sie in der Labour Party und kandidierte bei den Parlamentswahlen 1936 erfolglos in Clapham, bevor sie 1937 als Vertreterin von Limehouse in den London County Council gewählt wurde. Während ihrer Zeit im Stadtrat setzte sie sich erfolgreich dafür ein, dass Hebammen nach der Heirat weiterbeschäftigt werden durften.
Whately war in der Zwischenkriegszeit aktiv im pazifistischen British No More War Movement. Während des Zweiten Weltkriegs arbeitete sie für das Arbeitsministerium und das Informationsministerium, widmete sich aber zunehmend der Organisation Save the Children. Sie wurde auch aktives Mitglied des Equal Pay Campaign Committee (1941–1956). Nach dem Krieg engagierte sie sich gegen die Apartheid in Südafrika und gegen die brutale Unterdrückung des Mau-Mau-Aufstands in Kenia durch die britische Regierung.
Als aktives Mitglied der Society for Cultural Relations with the USS seit deren Gründung 1924 besuchte Whately 1950 die Sowjetunion und später die Tschechoslowakei, Polen und China.